# Hansreia affinis
Hansreia affinis là một loài bọ cánh cứng trong họ Bọ hung (Scarabaeidae).